# Braderie

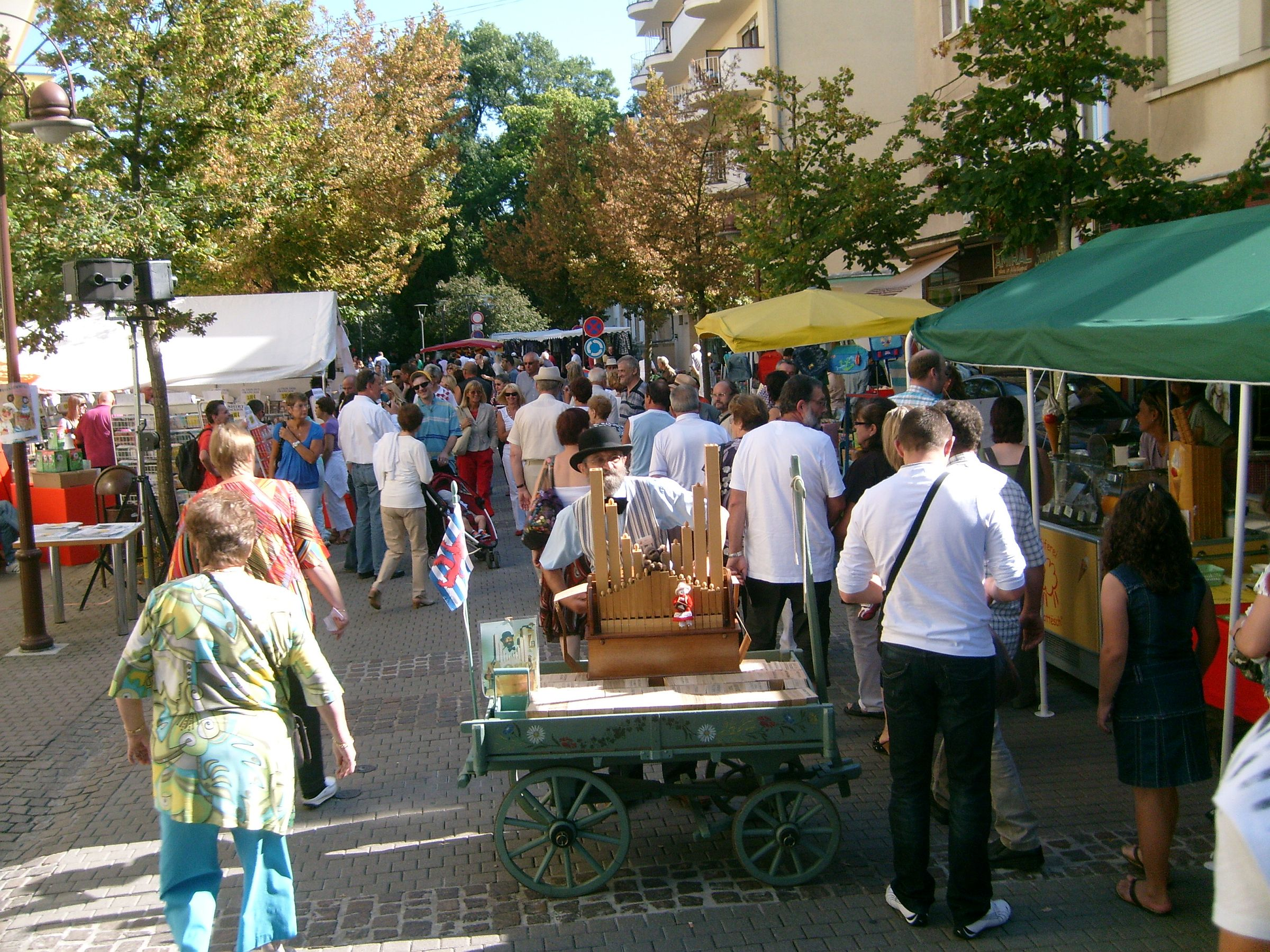
Braderie à Mondorf-les-Bains en 2009.

Le mot braderie peut désigner une manifestation commerciale se déroulant le plus souvent en plein air et permettant aux commerçants de liquider leurs marchandises à prix bas (à prix bradés). 
Il peut aussi être synonyme de brocante, vide-grenier (ou réderie, en picard), avec un éventuel caractère festif comme dans le cas de la Braderie de Lille (plus grande braderie d'Europe).

## Étymologie
Le mot « braderie », d'origine lilloise, vient du flamand braden qui signifie « rôtir ». La viande était vendu dans les abattoirs ou halles aux viandes aux personnes qui avaient des moyens financiers suffisants. Lorsqu'il restait des invendus, les restants étaient rôtis et vendus à petits prix aux personnes moins riches qui attendaient à l'extérieur. Par extension la braderie a pris pour signification la vente à l'extérieur des points de vente des invendus des commerces environnants.